# Parque Estadual do Aratu

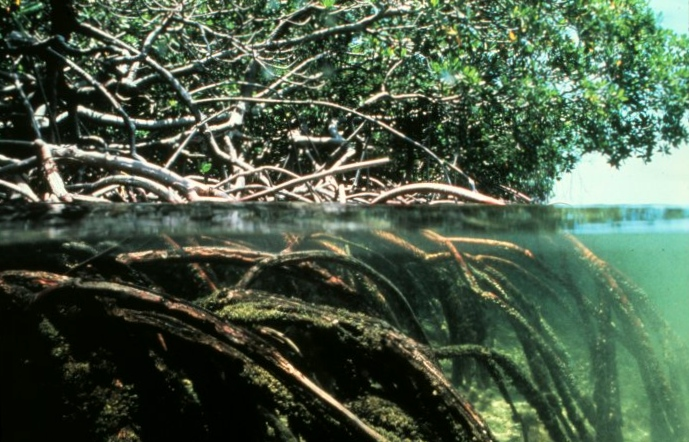
Manguezal, ecossistema mais comum do parque e um dos motivos para sua criação.

O Parque Estadual do Aratu é uma unidade de conservação integral do estado brasileiro da Paraíba.

## Etimologia
O termo «aratu» provém do tupi ara'tu, que em português significa «barulho da queda» ou «o tombo de cima», e designa várias espécies de caranguejos, sobretudo o Goniopsis cruentata e o Aratus pisonii, os quais costumam subir nas árvores de manguezais. A designação do parque provém do principal rio da unidade — o rio Aratu —, que, por desaguar numa área estuarina, outrora detinha uma profusão desses crustáceos.

## História
A Mata do Aratu foi decretada área de proteção em 27 de fevereiro de 2002, através do decreto estadual nº 23.838. A área apresenta 341 hectares e pertence à PBTur.

## Características
A unidade está localizada na microrregião de João Pessoa, estado da Paraíba, e tem como limites as bacias dos rios Cabelo (norte) e Jacarapé (sul). A oeste limita-se com o rio Sonhava, afluente do Cuiá, e a leste com o oceano Atlântico. O acesso à unidade é feito através da Via Litorânea que sai da capital.
O clima é do tipo tropical úmido moderado, com temperaturas médias de 26°C, que variam muito pouco durante o ano, e médias pluviométricas que alcançam cerca de 1.700 mm.

## Biodiversidade
Seu ecossistema predominante caracteriza-se pela formação florestal de mangue, relativamente bem preservado. Na área também há formação vegetal de mata atlântica secundária, com plantas mistas e de tamanho variado, além de formações rasteiras de praia e de restinga. A fauna é variada, visto tratar-se de uma área de estuário, porém não muito numerosa em virtude da proximidade com o ambiente urbano.

## Administração
Atualmente há algumas invasões de casas e barracos e alguns sinais de desmatamentos. A área também enfrenta problemas com o constante crescimento de João Pessoa, que a tem feito encolher. Esgotos urbanos são lançados em muitos dos afluentes que banham o parque, causando poluição que impacta na flora e fauna.